# Torneo de Copa de Costa Rica
Das Torneo de Copa de Costa Rica war der nationale Pokalwettbewerb des costa-ricanischen Fußballs. Es wurde vom Ligaverband UNAFUT im Auftrag der FEDEFUTBOL (costa-ricanischer Fußballverband) organisiert.

## Geschichte
Seit den 1920er bis Mitte der 1990er Jahre wurden regelmäßig Pokalturniere zwischen den Erstligamannschaften ausgespielt. Diese Turniere hatten aber oftmals keine Verbindung untereinander, wurden aber offiziell von der FEDEFUTBOL organisiert oder genehmigt und gehen somit in die Statistik ein. Oftmals gab es keine sportlichen Kriterien zur Teilnahme, sondern es wurden Vereine aufgrund ihres Stellenwertes eingeladen.
Nach jahrelangen vergeblichen Versuchen, meist scheiterten die Planungen aufgrund eines möglichen nur geringen wirtschaftlichen Stellenwerts, gelang es UNAFUT und LIFUSE Anfang 2013 die ihnen angeschlossenen Vereine zu überzeugen, der Austragung eines offiziellen nationalen Pokalwettbewerbs zuzustimmen. So beschloss man, von nun an das Turnier jährlich während der Sommerpause auszutragen, mit Teilnehmern aus den beiden oberen Spielklassen. 2015 wurde das Turnier in einem größeren Zeitraum über die Sommerpause hinaus ausgetragen.
Im April 2016 gab der Ligaverband Unafut bekannt, dass der Pokalwettbewerb vorerst nicht ausgetragen wird. Als Grund wurde die Änderung des Turniermodus in der ersten Liga genannt, was starke Auswirkungen auf den Terminkalender hat.

## Teilnehmer

### Bis 1996
Bis 1996 wurden die Teilnehmer des Pokalwettbewerbs nahezu immer durch unterschiedliche Kriterien ausgewählt. Teils konnten sich die Klubs sportlich über die erste oder zweite Liga qualifizieren, besonders zu Beginn waren es aber vor allem Einladungsturniere.

### 2013–2015
Am Pokalwettbewerb nehmen seit 2013 sowohl Vereine der Liga de Fútbol de Primera División als auch der Liga de Ascenso-Segunda División teil. 2013 waren es die fünf besten Vereine der Liga de Ascenso der vergangenen Saison, 2014 wurden die besten Klubs der geografischen Zonen Guanacaste, Norden, Karibik und Zentraler Pazifik eingeladen.

## Austragungsmodus

### Bis 1996
Bis 1996 änderte sich der Spielmodus des Pokalwettbewerbs stark. So wurden teilweise K.-o.-Runden ausgespielt, aber auch Gruppenrunden oder eine Kombination aus beidem.

### 2013–2015
Das Torneo de Copa de Costa Rica wird im K.-o.-Modus, angefangen im Achtelfinale, ausgetragen. Bis auf das Finale, welches im Estadio Nacional de Costa Rica stattfindet, werden alle Runden in Hin- und Rückspielen ausgetragen, wobei der in der Vorsaison höherplatzierte Verein im Rückspiel Heimrecht hat.
In der ersten Runde treten die fünf Zweitligisten (inklusive des Aufsteigers in die Primera División) gegen die fünf Bestplatzierten der Primera División an (1. Erste Liga gegen 5. Zweite Liga, 2. Erste Liga gegen 4. Zweite Liga usw.). Die sechs übrigen Erstligisten spielen untereinander, wobei hier die Spielpaarungen nicht nach sportlichen Kriterien, sondern nach Attraktivität und Wirtschaftlichkeit bestimmt werden.
Die "Schlüssel" für die folgenden Runden (vom Viertelfinale bis hin zum Finale) sind so angelegt, dass die vier bestplatzierten Erstligisten erst im Halbfinale aufeinandertreffen können, um die sportliche Attraktivität zu gewährleisten.
2014 wurde der Spielmodus leicht abgeändert: Die sechzehn teilnehmenden Mannschaften trafen zunächst in vier nach geografischen Gesichtspunkten eingeteilten Vierergruppen aufeinander. Anschließend spielten die Gruppensieger im K.-o.-Modus, beginnend im Halbfinale, den Pokalsieger aus.
2015 kehrte man zum K.0.-Modus zurück, wobei das Teilnehmerfeld aber auf insgesamt 20 Vereine ausgeweitet wurde, wodurch im Achtelfinale sowie im Viertelfinale der beste Verlierer die nächste Runde erreichte.

## Spielzeiten und Pokalsieger

### Pokalsieger nach Spielzeit
| Wettbewerb                         | Pokalsieger                  |
| ---------------------------------- | ---------------------------- |
| Copa Benguria 1925                 | CS La Libertad               |
| Copa Camel 1926                    | LD Alajuelense               |
| Copa Argentor 1928                 | LD Alajuelense               |
| Copa Federación 1929               | CS La Libertad               |
| Copa Cafiaspirina 1933             | CS La Libertad               |
| Copa Gambrinus 1934                | CS La Libertad               |
| Copa Olímpica 1934                 | CS La Libertad               |
| Copa Estadio Nacional 1935         | CS Herediano                 |
| Copa White Horse 1935              | CS La Libertad               |
| Copa Cocomalt 1937                 | CS La Libertad               |
| Copa Guatemala 1937                | LD Alajuelense               |
| Copa Esso 1938                     | Orión FC                     |
| Copa Chevrolet 1939                | CS Herediano                 |
| Copa Borsalino 1941                | LD Alajuelense               |
| Copa Gran Bretaña 1944             | LD Alajuelense               |
| Copa Guatemala 1945                | CS Herediano                 |
| Copa Gran Bretaña 1945             | CS Herediano                 |
| Copa Gran Bretaña 1947             | LD Alajuelense               |
| Copa Gran Bretaña 1948             | CS Herediano                 |
| Copa Gran Bretaña 1949             | LD Alajuelense               |
| Copa Gran Bretaña 1950             | CD Saprissa                  |
| Copa Costa Rica 1954               | CS Herediano                 |
| Copa Reina del Canadá 1955         | CS Herediano                 |
| Copa Phillips 1955                 | CF Universidad de Costa Rica |
| Copa Interprovincial 1956          | CS Herediano                 |
| Copa Costa Rica 1959               | CS Herediano                 |
| Copa Presidente 1960               | CD Saprissa                  |
| Copa Asofútbol 1961                | CS Herediano                 |
| Copa Gastón Michaud 1963           | CS Cartaginés                |
| Copa Presidente 1963               | CD Saprissa                  |
| Copa Totogol 1965                  | AD Municipal Turrialba       |
| Copa Costa Rica 1967               | Deportivo México             |
| Copa Federación 1970               | CD Saprissa                  |
| Copa de Verano 1971                | Deportivo México             |
| Copa Juan Santamaría 1972          | CD Saprissa                  |
| Copa Metropolitana 1974            | LD Alajuelense               |
| Copa Juan Santamaría 1975          | AD Municipal Turrialba       |
| Copa Juan Santamaría 1977          | LD Alajuelense               |
| Copa Campeón de Campeones 1979     | CS Cartaginés                |
| Copa Asamblea Legislativa 1983     | CS Cartaginés                |
| Copa Federación 1996               | AD Belén                     |
| Torneo de Copa Banco Nacional 2013 | CD Saprissa                  |
| Copa Popular 2014                  | CS Cartaginés                |
| Torneo de Copa Banco Popular 2015  | CS Cartaginés                |

### Pokalsieger nach Titeln
| Verein                       | Anzahl |
| ---------------------------- | ------ |
| CS Herediano                 | 10     |
| LD Alajuelense               | 09     |
| CS La Libertad               | 07     |
| CD Saprissa                  | 06     |
| CS Cartaginés                | 05     |
| Deportivo México             | 02     |
| AD Municipal Turrialba       | 02     |
| Orión FC                     | 01     |
| CF Universidad de Costa Rica | 01     |
| AD Belén                     | 01     |